# Двополюсник

Символ двополюсника

Двополюсник — це електричний компонент або електричне коло із двома «з'єднаннями» (виводами, полюсами). Його можна розглядати як чорну скриньку, за його поведінкою на затискачах, дослідивши його внутрішній спосіб роботи (для елементарних складників) або його схемну структуру (для взаємопов'язаних мереж). Тоді, вольт-амперна залежність, яка зазвичай є досить складною, значно спрощується різними обмеженнями на її властивості, особливо на лінійність, і стає «практичною».

## Характеристики
Залежно від їхньої поведінки, для двополюсників можуть бути визначені такі властивості:
- Двополюсник називається змінним у часі, якщо його поведінка явно залежить від часу. В дійсності це досягається або зміщенням робочої точки зовнішнім керівним сигналом, або параметричним резонансом. Оскільки цей приклад є окремим випадком, у літературі (а також далі) розглядаються переважно двополюсні схеми, що не змінюються в часі. Їхня поведінка та показники не залежать від певної миті часу — у них немає «внутрішнього годинника».

- Двополюсний пристрій називається резистивним (статичним, без пам'яті), якщо він не має всередині реактивних опорів або якщо вони (у разі постійного струму чи низької частоти) не впливають на потрібну функціональність. Його поведінку можна описати незалежними від часу алгебраїчними рівняннями. Крім ефектів гістерезису, у нього «немає пам'яті», а періодичні струми та напруги не мають зсуву фаз один щодо одного.

       Нерезистивні двополюсники також, згадуються в літературі як реактивні або, зокрема, індуктивні чи ємнісні двополюсники, завдяки реактивним опорам,       що містяться в них.
- Двополюсник називається лінійним, якщо його поведінка та параметри не залежать від величини напруг та струмів. Його опис може бути виконаний лінійними або алгебраїчними лінійними диференціальними рівняннями. У разі пасивних двополюсних з'єднань, застосовується теорема суперпозиції. Лінійні, не залежні від часу, беззапасні двополюсники, є звичайним предметом технології постійного струму через їх простий опис, заснований на законі Ома, хоча більш загальні нелінійні двополюсники, потрібні для досягнення бажаної функціональності більшості електронних збірок.

- Активні двополюсники з часом, виділяють електричну енергію, принаймні в одному робочому стані. Для цієї мети вони мають внутрішнє джерело електричної енергії. Вони є так званими генераторними двополюсниками.[1].

         Пасивні двополюсники, навпаки, не виділяють з часом електричну енергію, у жодному робочому стані. Як навантажувальні двополюсники, вони часто перетворюють поглинену енергію, на іншу форму енергії і виділяють її, наприклад, у вигляді теплової енергії в навколишнє середовище. У реактивних двополюсниках, які також є пасивними, але складаються тільки з реактивних опорів, енергія лише тимчасово зберігається та не втрачається з часом, і не генерується.
За їхньою основною внутрішньою структурою розрізняють:
- Двополюсні елементи (біполі), що побудовано на зосереджених компонентах, в яких через їхню компактність, час розповсюдження внутрішнього сигналу не впливає на їхню поведінку: Сюди входять як елементарні двополюсні компоненти, поведінка яких моделюється фізичною еквівалентною схемою, і мережі, що фактично складаються з елементарних компонентів. Зокрема, пасивні лінійні двополюсники, котрі зібрані на зосереджених компонентах, далі поділяються на біполі RLC, RC, RL і LC (останні являють собою двополюсні кола реактивного опору, які не перетворюють енергію всередині) відповідно до взірцевих елементів мережі. Їх можна описати звичайними лінійними диференціальними рівняннями чи раціональними двополюсними функціями.

- Двополюсні елементи, що складаються з розподілених складових, у яких внутрішні затримки поширення, впливають на зовнішню поведінку через їхні розширення і хвилеві явища[2].